# Andrew Lambrou
Andrew Lambrou (en grec moderne : Άντριου Λάμπρου), né le 25 mai 1998 à Sydney en Australie, est un chanteur australien.

Il a été sélectionné pour représenter Chypre au Concours Eurovision de la chanson 2023, à Liverpool au Royaume-Uni.

## Jeunesse
Andrew Lambrou naît en 1998 à Sydney en Australie, dans une famille d'origine gréco-chypriote, ayant un grand-père originaire de Paphos à Chypre, ainsi que des origines de l'île grecque de Lemnos.

À l'âge de cinq ans, il remporte un eisteddfod en chantant la chanson Do-Re-Mi de La Mélodie du bonheur. Il a par la suite pris des cours de musique durant son enfance.

## Carrière

### 2013−2020: Débuts et The X Factor
En 2013, Andrew publie sur YouTube une vidéo d'un cover de la chanson My Immortal d'Evanescence, ce qui lui permet de se faire remarquer.

En 2015, il participe à la septième saison du télé-crochet anglais : The X Factor Australia, et se place parmi les vingt premiers candidats, s'étant fait éliminer juste avant les show en direct.

Il se fait ensuite remarquer par Sony Music Publishing, avec qui il signe un contrat, toujours en 2015.

### Depuis 2022: Concours Eurovision de la chanson
Le 26 novembre 2021, le Special Broadcasting Service (SBS) annonce qu'Andrew fait partie des onze artistes présélectionnés pour participer à Eurovision − Australia decides, la sélection nationale australienne pour le Concours Eurovision de la chanson. La chanson qu'il y présente s'intitule Electrify. Il termine à la septième place de la compétition, avec 51 points.

Le 17 octobre 2022, la Société de radiodiffusion de Chypre annonce avoir sélectionné Andrew Lambrou en interne pour représenter le pays au Concours Eurovision de la chanson 2023, à Liverpool au Royaume-Uni,; sa chanson, qu'il a enregistrée à Stockholm en Suède, devrait être révélée au public courant janvier 2023. Andrew annonce sur Instagram le 24 février 2023 la sortie de sa chanson "Break A Broken Heart", avec laquelle il portera les couleurs de son pays d'origine, le 2 mars 2023, avec un aperçu audio de la chanson accompagnant le post.

## Discographie
- 2021 − Throne
- 2021 − Lemonade
- 2021 − Confidence
- 2022 − Electrify